# Arthur Berriedale Keith
Arthur Berriedale Keith, né le 5 avril 1879 à Édimbourg et mort en 1944, est un sanskritiste et juriste.

## Biographie
Arthur Berriedale Keith, né le 5 avril 1879 au 3 Abercorn Terrace, Portobello, Édimbourg, est le quatrième de six enfants talentueux et troisième fils de Davidson Keith (1842-1921), agent publicitaire, et de Margaret Stobie Keith, née Drysdale (1851-1911).
Il devient avocat en 1904, mais est rapidement admis comme fonctionnaire au Bureau des Colonies à Londres. Il devient membre de la Commission pour l'administration des affaires de l'Inde (1919) et participe à plusieurs reprises à des conférences concernant les colonies et l'empire. À partir de 1914, il est professeur de sanskrit et de linguistique comparée à l'université d'Édimbourg et, à partir de 1926, il est également chargé de donner des cours sur la constitution de l'Empire britannique. Il est l'auteur d'un certain nombre d'excellents écrits constitutionnels et publie également des écrits dans le domaine de la linguistique.
Arthur Berriedale Keith meurt en 1944.

## Publications
- (en) Dominion Home Rule in Practice, 1921[3]
- (en) A History of Sanskrit Literature, 1928[3]
- (en) Catalogue of the Sanskrit and Prakit manuscripts in the India Office Library, 1935[3]
- (en) The Governments of the British Empire, 1935[3]
- (en) A Constitutional History of India (1600–1935), 1936[3]
- (en) The Dominions as Sovereign States, 1938[3]